# 萨姆·格尔森
萨姆·格尔森（英語：Sam Gerson，1895年11月30日—1972年9月30日），美国男子自由式摔跤运动员。他曾代表美国参加1920年夏季奥林匹克运动会摔跤比赛，获得男子自由式羽量级银牌。